# Cmentarz prawosławny w Gozdowie
Cmentarz prawosławny w Gozdowie – nekropolia prawosławna w Gozdowie, utworzona na potrzeby miejscowej ludności unickiej w XIX w., użytkowana do końca II wojny światowej.

## Historia i opis
Data powstania cmentarza nie jest znana. Najprawdopodobniej powstał w XIX w. jeszcze na potrzeby parafii unickiej, a następnie stał się cmentarzem parafii prawosławnej wskutek likwidacji unickiej diecezji chełmskiej w 1875. Cmentarz był użytkowany przez miejscową ludność prawosławną (we wsi znajdowała się cerkiew filialna parafii w Podhorcach) do końca II wojny światowej i wysiedlenia prawosławnych Ukraińców. Następnie został porzucony. Na początku XXI w. był zdewastowany, a na jego obrzeżach wyrzucano śmieci. Teren cmentarza należy do gminy.
Najstarsze zachowane nagrobki pochodzą z początku XX w. Na początku lat 90. XX wieku na terenie nekropolii zachowały się fragmenty 10 kamiennych nagrobków oraz mogiła ziemna. Inskrypcje na nagrobkach wykonane zostały w języku cerkiewnosłowiańskim. Na cmentarzu rosną samosiewy grabu, kruszyny, bzu czarnego, bzu lilaka, śnieguliczki oraz dzikiego chmielu.